# Ringstead (Norfolk)
Ringstead is een civil parish in het bestuurlijke gebied King's Lynn en West Norfolk, in het Engelse graafschap Norfolk met 324 inwoners.